# Cumulè
El cumulè o cumulé és un hidrocarbur que conté tres o més enllaços dobles acumulats o consecutius.
Els composts amb només dos dobles enllaços consecutius s'anomenen al·lens i no són cumulens. Els cumulens més simples són el butatriè i el pentatetraè:
Els cumulens són molècules lineals, ja que els enllaços σ els formen amb els dos orbitals híbrids sp que formen un angle de 180°. Atès que els plans dels respectius orbitals π en dos enllaços dobles cumulats formen entre ells un angle recte, un cumulè tetrasubstituït de nombre parell d’enllaços dobles presenta isomeria òptica quan els quatre substituents són diferents, i un de nombre imparell presenta isomeria geomètrica o isomeria cis-trans.